# Фомин, Геннадий Семёнович
Геннадий Семёнович Фомин (2 января 1938 — 7 июля 2016, Смоленск, Российская Федерация) — советский и российский тренер по баскетболу, заслуженный тренер РСФСР.

## Биография
В 1960 г. окончил Смоленский государственный институт физической культуры. Работал в институте на кафедре спортивных игр, был доцентом кафедры.
Участвовал в Спартакиаде народов СССР и Всесоюзных молодёжных играх. 
В 1971-1986 гг. был тренером женской и молодёжной сборных команд РСФСР по баскетболу. С 1969 по 1995 г. -  вице-президентом Федерации баскетбола РСФСР, затем - России, с 1996 г. – член исполкома Российской федерации баскетбола.
В начале 2000-х гг. вернулся на преподавательскую работу на кафедру теории и методики спортивных игр, имел ученое звание профессора. 
С 2003 по 2008 г. являлся проректором по спортивной работе Смоленской государственной академии физической культуры, спорта и туризма. Автор 35 научных и научно-методических работ.
Заслуженный тренер РСФСР (1975). Судья всесоюзной категории по баскетболу.
Похоронен на Одинцовском кладбище в Смоленске.